# Gemarkung Geroldsgrüner Forst
Die Gemarkung Geroldsgrüner Forst liegt im Landkreis Hof (Oberfranken, Bayern) teils auf dem Gemeindegebiet von Geroldsgrün, teils auf dem gemeindefreien Gebiet Geroldsgrüner Forst. Die Gemarkung hat eine Fläche von 16,881 km² und ist in 172 Flurstücke aufgeteilt, die eine durchschnittliche Fläche von 98147,17 m² haben. Benachbarte Gemarkungen sind Wolfersgrün und Steinwiesen im Westen, Dürrenwaid im Norden, Langenbach, Steinbach bei Geroldsgrün und Geroldsgrün im Osten und Forst Schwarzenbach am Wald und Schnaid im Süden.